# Rajec Poduchowny (Radom)
Rajec Poduchowny – osiedle w północno-wschodniej części Radomia.
Według Systemu Informacji Miejskiej osiedle obejmuje obszar ograniczony granicą miasta, ulicą Kozienicką, ulicą Potkańskiego i granicami
działek. Rajec Poduchowny graniczy od zachodu z osiedlami Stara Wola Gołębiowska, Nowa Wola Gołębiowska i Rajec Szlachecki.
Rajec Poduchowny jako część miasta Radom powstał w 1984 roku przez włączenie północnej część obszaru wsi Rajec Poduchowny do Radomia. W rejestrze TERYT Rajec Poduchowny wydzielony jest jako część miasta z identyfikatorem SIMC 1067070.